# 임정 (1554년)
임정(林頲, 1554년 ~ ?)은 조선 중기의 문신이다. 본관은 부안(扶安). 자는 직경(直卿), 호는 용곡(龍谷)이다.

## 생애
1582년(선조 15년)에 진사시 합격하고, 1591년(선조 24년) 식년 문과에 급제하였다.
부안 현감(扶安縣監)을 지내다가 1602년(선조 35년) 사헌부의 탄핵으로 파직되었다.
1604년(선조 37년)에 진산군수(珍山郡守)에 제수되었다. 품계는 통정대부(通政大夫)로 관직이 시정(寺正)에 이르렀다.